# Odontolakis alluaudi
Odontolakis alluaudi är en insektsart som beskrevs av Brongniart 1897. Odontolakis alluaudi ingår i släktet Odontolakis och familjen vårtbitare. Inga underarter finns listade i Catalogue of Life.